# Dimerkaptoravsyre
Dimerkaptoravsyre (DMSA) er et stof med formlen HO2CCH(SH)CH(SH)CO2H. Stoffet bruges til behandling af tungmetalforgiftning og anvendes som et alternativ til EDTA-behandling.

## Reference
1. ↑  "Store medisinske leksikons artikel om forgiftning". Arkiveret fra originalen 3. januar 2011. Hentet 4. februar 2011.

| Kemi | Spire Denne artikel om kemi er en spire som bør udbygges. Du er velkommen til at hjælpe Wikipedia ved at udvide den. |